# Steel Wheels
| 평가 점수                            | 평가 점수 |
| 출처                                 | 점수      |
| ------------------------------------ | --------- |
| AllMusic                             | [ 2 ]     |
| Christgau's Record Guide             | B–        |
| The Great Rock Discography           | 6/10      |
| MusicHound                           | 2.5/5     |
| Q                                    | [ 6 ]     |
| Record Collector                     | [ 6 ]     |
| Rolling Stone                        | [ 7 ]     |
| The Rolling Stone Album Guide        | [ 8 ]     |
| Tom Hull                             | B–        |
| Virgin Encyclopedia of Popular Music | [ 4 ]     |

《Steel Wheels》는 1989년 8월 29일에 발매된 롤링 스톤스의 열아홉 번째 영국 및 스물한 번째 미국의 스튜디오 음반이며 이 밴드가 컬럼비아 레코드에서 녹음할 새로운 소재의 마지막 음반이다.
발매와 동시에 주요 컴백작으로 언급된 이 프로젝트는 믹 재거와 키스 리처즈와의 관계를 회복하고, 더 고전적인 음악 스타일로의 복귀와 그 당시 밴드의 가장 큰 월드 투어를 시작한 것으로 유명하다. 1993년 1월, 탈퇴 발표를 앞두고 오랫동안 베이시스트였던 빌 와이먼의 롤링 스톤스와 함께한 마지막 정규 스튜디오 음반이기도 하다. 와이먼의 밴드와 함께 하는 마지막 임기는 1991년 《Flashpoint》의 스튜디오 트랙 두 곳에 있을 것이다. 이 음반은 또한 이전 음반 《Dirty Work》의 발매 직전에 사망한 전 멤버이자 피아노에 자주 참여하는 이언 스튜어트가 참여하지 않은 첫 음반이었다. 앞서 1983년 《Undercover》를 프로듀싱을 했던 크리스 킴지와 함께 리처즈, 재거가 프로듀싱을 했다.
이전 두 음반의 상대적인 실망 이후, 《Steel Wheels》는 히트를 기록하며 미국에서 멀티 플래티넘을 달성하고, 전 세계 여러 시장에서 톱 5에 진입했으며, 두 개의 히트 싱글을 탄생시켰다. 〈Mixed Emotions〉는 캐나다에서 1위, 미국에서 5위에 올랐고, 〈Rock and a Hard Place〉는 밴드의 미국 마지막 톱 40 히트곡이 되었다. 평론가들의 반응은 대체로 미지근했으며, 스티븐 토마스 얼와인이 이를 대표한다. 그는 "훌륭한 롤링 스톤스 음반이라고 할 수는 없지만, 나쁘지는 않으며, 컴백처럼 느껴진다"고 평했다.

## 배경
1986년 《Dirty Work》의 발매와 재거의 솔로 활동 추진에 이어 그와 롤링 스톤스가 단장한 리처즈의 관계가 상당히 악화되었다. 재거가 1987년 미지근하게 받은 《Primitive Cool》을 발매한 반면, 리처즈는 1988년 발표한 솔로 데뷔작 《Talk Is Cheap》를 녹음해 호평을 받았다. 2년이라는 세월이 떨어져서 그들의 파트너십과 밴드를 부활시키기 시작할 만큼 상처를 충분히 치유한 것 같았다.
1989년 1월, 롤링 스톤스가 로큰롤 명예의 전당에 입성하기 직전, 재거와 리처즈의 케미는 그들이 가진 차이점이 무엇이든 쉽게 압도했고, 몇 주 만에 50여 곡을 작곡한 후, 로니 우드, 와이먼, 찰리 와츠를 불러들여 《Undercover》 공동 프로듀서인 크리스 킴지를 손짓하며 《Steel Wheels》가 될 곡을 녹음하기 시작했다. 우드는 《Steel Wheels》에 대해 "3년간의 공백 끝에 밴드를 다시 하나로 뭉치게 한 음반이었다. 그 공백은 거의 영구적인 것이 될 뻔했다"고 말했다.
봄 동안 몬트세랫과 런던에서 녹음된 《Steel Wheels》는 고전적인 롤링 스톤스 사운드를 재현하기 위해 기획되었다. 한 가지 두드러진 예외는 동양적인 색채를 띤 곡인 〈Continental Drift〉로, 1989년 6월, 탕헤르에서 체리 너팅의 주선 아래 더 마스터 뮤지션스 오브 자주카 레드 바이 바시르 아타르와 함께 녹음되었다. 과거의 많은 갈등을 뒤로하고 《Steel Wheels》 세션은 비교적 화목하게 진행되었다.

## 곡 목록
모든 곡들은 스티브 조던과 공동 작사/작곡한 〈Almost Hear You Sigh〉을 제외하고, 믹 재거와 키스 리처즈가 작사/작곡하였다.
| #  | 제목                    | 재생 시간 |
| -- | ----------------------- | --------- |
| 1. | 〈Sad Sad Sad〉         | 3:35      |
| 2. | 〈Mixed Emotions〉      | 4:38      |
| 3. | 〈Terrifying〉          | 4:53      |
| 4. | 〈Hold On to Your Hat〉 | 3:32      |
| 5. | 〈Hearts for Sale〉     | 4:40      |
| 6. | 〈Blinded by Love〉     | 4:37      |

| #   | 제목                      | 재생 시간 |
| --- | ------------------------- | --------- |
| 7.  | 〈Rock and a Hard Place〉 | 5:25      |
| 8.  | 〈Can't Be Seen〉         | 4:09      |
| 9.  | 〈Almost Hear You Sigh〉  | 4:37      |
| 10. | 〈Continental Drift〉     | 5:14      |
| 11. | 〈Break the Spell〉       | 3:06      |
| 12. | 〈Slipping Away〉         | 4:29      |

## 인증
| 국가                                                  | 인증        | 판매량/출하량 |
| ----------------------------------------------------- | ----------- | ------------- |
| 오스트레일리아 (ARIA)                                 | 플래티넘    | 75,000        |
| 오스트리아 (IFPI 오스트리아)                          | 골드        | 25,000*       |
| 캐나다 (뮤직 캐나다)                                  | 3× 플래티넘 | 300,000^      |
| 핀란드 (Musiikkituottajat)                            | 골드        | 25,227        |
| 프랑스 (SNEP)                                         | 2× 골드     | 200,000*      |
| 독일 (BVMI)                                           | 골드        | 250,000^      |
| 이탈리아 (FIMI)                                       | 골드        | 100,000       |
| 일본 (RIAJ)                                           | 골드        | 167,000       |
| 네덜란드 (NVPI)                                       | 골드        | 50,000^       |
| 스페인 (PROMUSICAE)                                   | 플래티넘    | 100,000^      |
| 스웨덴 (GLF)                                          | 골드        | 50,000^       |
| 스위스 (IFPI 스위스)                                  | 골드        | 25,000^       |
| 영국 (BPI)                                            | 골드        | 100,000^      |
| 미국 (RIAA)                                           | 2× 플래티넘 | 2,000,000^    |
| *판매량을 기반으로 한 인증 ^출하량을 기반으로 한 인증 |             |               |